# Neoclytus rufitarsis
Neoclytus rufitarsis là một loài bọ cánh cứng trong họ Cerambycidae.